# Kinnecaris eberhardi
Kinnecaris eberhardi is een eenoogkreeftjessoort uit de familie van de Parastenocarididae. De wetenschappelijke naam van de soort is voor het eerst geldig gepubliceerd in 2005 door Karanovic.